# Нільс Боррінг
Нільс Боррінг (дан. Nils Borring Sørensen; нар. 24 лютого 1959, Гаммель, Данія) — данський політик, обраний від соціал-демократів мер муніципалітету Фаврсков протягом 2010—2021 років.

## Життєпис
Народився 24 лютого 1959 року у місті Гаммель в Данії. Після закінчення школи здобув педагогічну освіту у 1984 році і працював в школі Сьонндервангсколен в Гаммелі.
У 1998 році став членом муніципальної ради муніципалітету Гаммеля, а згодом, після об'єднання муніципалітетів в січні 2007 року — муніципалітету Фаврсков. Після виборів 2009 року обійняв посаду мера муніципалітету Фаврсков, яку займав до 2021 року. З 2022 року Боррінг обіймає посаду голови комітету міської ради з планування та сільських справ.
Живе в Гаммелі, одружений, має двох дітей.